# Georg Kaspar Nagler

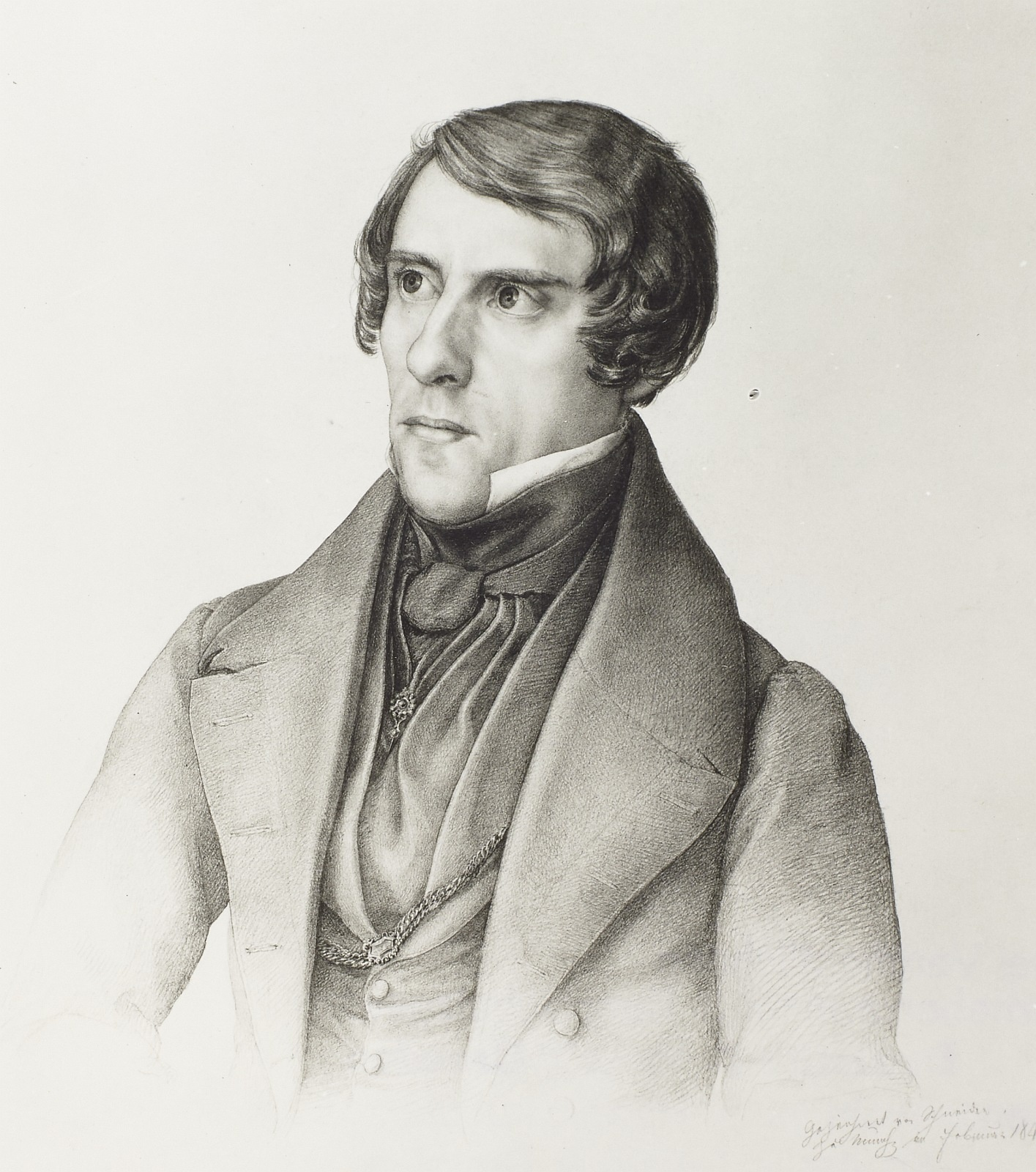
Georg Kaspar Nagler.

Georg Kaspar Nagler, född den 6 januari 1801, död den 20 januari 1866, var en tysk konsthistoriker.
Nagler blev 1827 antikvariatsbokhandlare i München och 1829 filosofie doktor. Han gjorde sig ett namn genom två om den mest samvetsgranna flit vittnande arbeten, Neues allgemeines Künstlerlexikon (22 band, 1835–1852; omarbetat av Julius Meyer med flera, 1870–1885) samt Die Monogrammisten (5 band, 1855–1880; upptar omkring 12 000 konstnärer). Han skrev även monografier över Rafael, Michelangelo och Dürer.